# Стара црква у Гложану
Стара црква у Гложану насељеном месту на територији општине Свилајнац подигнута је двадесетих година 19. века. Црква припада Епархији браничевској Српске православне цркве и представља непокретно културно добро као споменик културе.
Црква је посвећена Преносу моштију Св. оца Николаја. Својом конструкцијом подсећа на цркве брвнаре, али су њени зидови грађени у бондручној конструкцији са испуном од чатме. У облику је брода са тремом на предњој страни. Трем носе четири декоративно обрађена храстова стуба са орнаментом једноструке плетенице.
Кров је четворосливан и покривен ћерамидом. Састоји се из олтара, наоса, припрате и трема. У унутрашњости храма, у олтарском делу и наосу таваница је полуобличасто засведена и покривена шашовцем. Под је поплочан опеком квадратног формата. Као посебан детаљ на цркви истичу се декоративни елементи на трему и иконостасу. Реч је о геометријским и флоралним мотивима у дрвету бојеним црвеном, зеленом и белом бојом. Западна врата су украшена накованим летвицама које образују геометријске фигуре. На таваници наоса налази се розета украшена црвеним и зеленим детаљима. На иконостасу су сачуване поједине иконе које датирају из времена изградње цркве.
У истој порти налази се нова црква истог посвећења подигнута 1935. године.